# Челири
Челири (груз. ჭელირი) — село в Грузии, на территории Местийского муниципалитета края (мхаре) Самегрело-Верхняя Сванетия.

## География
Село находится в северо-западной части Грузии, на правом берегу реки Лешта (правый приток Ингури), на расстоянии приблизительно 15 километров (по прямой) к западу от посёлка городского типа Местиа, административного центра муниципалитета. Абсолютная высота — 1656 метра над уровнем моря.

## Население
По результатам официальной переписи населения 2014 года в Челири проживало 62 человека (28 мужчин и 34 женщины). В национальной структуре населения грузины составляли 100 %.
| Год  | Население, человек |
| ---- | ------------------ |
| 2002 | 120                |
| 2014 | ↘ 62               |